# Veinticuatro horas en la vida de una mujer (película de 1944)
 Veinticuatro horas en la vida de una mujer  es una película argentina del género de drama filmada en blanco y negro dirigida por Carlos Borcosque sobre el guion de Arturo Cerretani y Tulio Demicheli según la novela homónima de Stefan Zweig con la adaptación de Erwin Walfisch que se estrenó el 17 de agosto de 1944 y que tuvo como protagonistas a Amelia Bence, Roberto Escalada y Olga Casares Pearson.

## Sinopsis
Un día insólito por su intensidad y emociones en la vida monótona de una mujer.

## Reparto
Colaboraron en la película los siguientes intérpretes:
- Amelia Bence
- Roberto Escalada
- Olga Casares Pearson
- Bernardo Perrone
- Federico Mansilla
- Julio Renato
- Gloria Ferrandiz
- Darío Cossier
- Alba Castellanos
- Ada Cornaro
- Francisco de Paula
- Baby Correa
- José Antonio Paonessa
- Herminia Mas
- Francisco Bastardi
- Lola Márquez
- Carlos Daniel Reyes
- Cándida Losada
- Eduardo Otero
- Eduardo Sosa Lastra
- Leda Urbi
- Zulma de Diego
- José Maurer
- Luisa Sala
- Carlos Bellucci

## Comentarios
El crítico Roland escribió:

”Se habla en Zweig de pasiones desnudas. En la película las cubre un velo de recato (…) Hay una predisposición orsonwelliana: ángulos buscados, sombras anormales, desplazamiento novedoso de la cámara, sentido plástico de algunas imágenes, intercalación de voces, narración fragmentaria, etc. Duda en la conducción de los intérpretes, escapa a la emoción del tema pero cumple un esfuerzo interesante en nuestro cine.”

Claudio España, después de citar la crónica anterior, añadió:

“Amelia Bence animó con solvencia a la mujer que, en un solo día vive la pasión más intensa de su vida, gracias al conocimiento que traba con un jugador al que quiere alejar de ese “vicio” y que le alcanza para colmar sus deseos y ansiedad contenidos durante años. Una gran belleza plástica adornó los decorados de Juan J. Renard, inclusive la magnífica reconstrucción del casino de Montecarlo y sus adyacencias, así como un vastísimo salón de juegos, con cientos de extras.”